# Blind Dating
Inte att förväxla med filmen Blind Date från 1987. 
För aktiviteten, se Dejtning.  

Blind Dating är en amerikansk dramafilm från 2006 i regi av James Keach och med bland andra Chris Pine, Anjali Jay och Jane Seymour i rollerna.

## Synopsis
Danny Valdessecchi (Chris Pine) är en intelligent, framåtsträvande och snygg ung man som råkar vara blind från födseln. Hans bror Larry (Eddie Kaye Thomas) äger en limousinefirma, vilkens huvudsakliga uppgift är att köra runt med lite lössläppta kvinnor och deras kunder. Personer kring Danny försöker övertyga honom om att genomgå en behandling på sjukhuset för att eventuellt återfå synen. På sjukhuset träffar han den vackra Leeza (Anjali Jay), som arbetar där, och som finner ett visst intresse och en viss sympati för honom. Under tiden blir Danny mer och mer ivrig i att finna den bestående kvinnan i sitt liv, och han går, genom broderns anvisningar, på pumpen med både den ena och den andra.
Leeza och Danny träffas några gånger, men Leeza säger att hon inte kan fortsätta eftersom hon genom sin tro och religion har avgivit ett löfte gentemot sin familj och sin blivande trolovade. Efter det att Danny har genomgått operationen, vilken gick ut på att han skulle få ett chips inopererat i hjärnan, kan han se suddiga svartvita bilder. Samtidigt förlovar sig Leeza, men är uttryckligen inte särskilt intresserad utan tänker mycket på Danny. Dannys operation har inte lyckats som den borde, eftersom han får huvudvärk och faller ihop vid ett möte där han uppsöker Leezas släkt vid en fest – han kunde inte sluta tänka på henne – och gjorde ett desperat försök för att vinna henne. Leeza lämnar festen och följer med Dannys familj till sjukhuset.

## Rollista (i urval)
- Chris Pine – Danny
- Eddie Kaye Thomas – Larry
- Anjali Jay – Leeza
- Jane Seymour – Dr. Evans
- Jayma Mays – Mandy